# Johannes Kreidl
Johannes Kreidl (Hart im Zillertal, 7 marzo 1996) è un calciatore austriaco, portiere del KuPS.

## Carriera

### Nazionale
Nel 2015 è stato convocato, con la nazionale Under-20 austriaca, per il Mondiale di categoria, concluso con l'eliminazione agli ottavi di finale.
Nel 2019 è stato convocato per l'Europeo Under-21, disputatosi tra Italia e San Marino.

## Statistiche

### Presenze e reti nei club
Statistiche aggiornate al 25 novembre 2024.
| Stagione             | Squadra              | Campionato           | Campionato | Campionato | Coppe nazionali | Coppe nazionali | Coppe nazionali | Coppe continentali | Coppe continentali | Coppe continentali | Altre coppe | Altre coppe | Altre coppe | Totale | Totale |
| Stagione             | Squadra              | Comp                 | Pres       | Reti       | Comp            | Pres            | Reti            | Comp               | Pres               | Reti               | Comp        | Pres        | Reti        | Pres   | Reti   |
| -------------------- | -------------------- | -------------------- | ---------- | ---------- | --------------- | --------------- | --------------- | ------------------ | ------------------ | ------------------ | ----------- | ----------- | ----------- | ------ | ------ |
| gen.-giu. 2014       | Wacker Innsbruck II  | RL                   | 1          | -2         | -               | -               | -               | -                  | -                  | -                  | -           | -           | -           | 1      | -2     |
| 2014-2015            | Amburgo II           | RL                   | 1          | -2         | -               | -               | -               | -                  | -                  | -                  | -           | -           | -           | 1      | -2     |
| 2015-feb. 2016       | Amburgo II           | RL                   | 0          | 0          | -               | -               | -               | -                  | -                  | -                  | -           | -           | -           | 0      | 0      |
| Totale Amburgo II    | Totale Amburgo II    | Totale Amburgo II    | 1          | -2         |                 | -               | -               |                    | -                  | -                  |             | -           | -           | 1      | -2     |
| 2016                 | KuPS                 | VL                   | 24         | -22        | CF+CdL          | 4+4             | -6 + -6         | -                  | -                  | -                  |             | -           | -           | 32     | -34    |
| 2016-2017            | Norimberga II        | RL                   | 9          | -18        | -               | -               | -               | -                  | -                  | -                  | -           | -           | -           | 9      | -18    |
| 2017-2018            | Norimberga II        | RL                   | 11         | -8         | -               | -               | -               | -                  | -                  | -                  | -           | -           | -           | 11     | -8     |
| Totale Norimberga II | Totale Norimberga II | Totale Norimberga II | 20         | -26        |                 | -               | -               |                    | -                  | -                  |             | -           | -           | 20     | -26    |
| 2018-2019            | Ried                 | 2.L                  | 30         | -21        | CA              | 1               | 0               | -                  | -                  | -                  | -           | -           | -           | 31     | -21    |
| 2019-2020            | Ried                 | 2.L                  | 23         | -29        | CA              | 3               | -4              | -                  | -                  | -                  | -           | -           | -           | 26     | -33    |
| Totale Ried          | Totale Ried          | Totale Ried          | 53         | -50        |                 | 4               | -4              |                    | -                  | -                  |             | -           | -           | 57     | -54    |
| 2021                 | KuPS                 | VL                   | 23         | -14        | CF              | 1               | -2              | UECL               | 8                  | -13                | -           | -           | -           | 32     | -29    |
| 2022                 | KuPS                 | VL                   | 23         | -16        | CF+CdL          | 2+4             | 0 + -6          | UECL               | 6                  | -8                 | -           | -           | -           | 35     | -30    |
| 2023                 | KuPS                 | VL                   | 27         | -20        | CF+CdL          | 0+5             | 0 + -6          | UECL               | 2                  | -5                 | -           | -           | -           | 34     | -31    |
| 2024                 | KuPS                 | VL                   | 24         | -20        | CF+CdL          | 3+4             | -3 + -5         | UCoL               | 4                  | -2                 | -           | -           | -           | 35     | -30    |
| Totale KuPS          | Totale KuPS          | Totale KuPS          | 121        | -92        |                 | 27              | -34             |                    | 20                 | -28                |             | -           | -           | 168    | -154   |
| Totale carriera      | Totale carriera      | Totale carriera      | 196        | -174       |                 | 31              | -38             |                    | 20                 | -28                |             | -           | -           | 247    | -240   |

## Palmarès

### Club

#### Competizioni nazionali
- Campionato finlandese: 1

KuPS: 2024
- Erste Liga: 1

Ried: 2019-2020
- Coppa di Finlandia: 3

KuPS: 2021, 2022, 2024